# مالاچی ناپا
مالاچی ناپا (انگلیسی: Malachi Napa؛ زادهٔ ۲۶ مهٔ ۱۹۹۹) بازیکن فوتبال است.
از باشگاه‌هایی که در آن بازی کرده‌است می‌توان به باشگاه فوتبال همپتون و ریچموند بورو، باشگاه فوتبال آکسفورد یونایتد، باشگاه فوتبال ردینگ و باشگاه فوتبال مکلسفیلد تاون اشاره کرد.